# عصام المرداسی
عصام المرداسی (انگلیسی: Issam Merdassi؛ زادهٔ ۱۶ مارس ۱۹۸۱) بازیکن فوتبال اهل تونس است.
از باشگاه‌هایی که در آن بازی کرده‌است می‌توان به باشگاه ورزشی یانگ بویز برن، باشگاه فوتبال مصر المقاصه، باشگاه فوتبال الجرجیسی، باشگاه فوتبال صفاقسی، و باشگاه فوتبال النصر عربستان سعودی اشاره کرد.
وی همچنین در تیم ملی فوتبال تونس بازی کرده‌است.